# Asmate praepotentaria
Asmate praepotentaria är en fjärilsart som beskrevs av Karl Schawerda 1918. Asmate praepotentaria ingår i släktet Asmate och familjen mätare. Inga underarter finns listade i Catalogue of Life.